# Уайт, Порция
Порция Мэй Уайт (англ. Portia May White) — канадская оперная певица XX века, контральто. Известна как «певица, сломавшая расовый барьер в канадской классической музыке».

## Биография
Порция Уайт родилась в Труро (Новая Шотландия) в семье священника и выросла в Галифаксе, где пела в церковном хоре. Получила педагогическое образование в университете Далузи и с 1929 года работала учительницей в негритянских общинах Новой Шотландии. Одновременно она брала уроки певческого искусства в Галифакской консерватории. Пела в религиозных радиопередачах, которые вёл её отец.
Первые успехи пришли к Уайт на музыкальном фестивале в Галифаксе, где она побеждала в 1935, 1937 и 1938 годах. В 1939 году получила стипендию на учёбу в Галифакской консерватории, где под наставничеством Эрнесто Винчи начала петь как контральто (до этого пела как меццо-сопрано).
Дав несколько рециталей в университетах Акадия и Маунт-Эллисон, Уайт в 1941 году дебютирует в Торонто. Её исполнение спиричуэлс получило высокие оценки от рецензентов газет Globe and Mail и Evening Telegram. Она становится первой канадской чернокожей певицей, завоевавшей популярность в Северной Америке (хотя поиск концертных площадок порой даётся с трудом из-за цвета кожи), и в 1944 году выступает в мэрии Нью-Йорка, где живёт в эти годы. В это время её сравнивают с американской чернокожей певицей-контральто Мариан Андерсон.
После гастролей в Центральной и Южной Америке в 1946 году у Уайт начались проблемы с голосом, а также конфликты с антрепренёром. После турне 1948 года по Атлантическим провинциям Канады и выступлений в Швейцарии и Франции она временно покидает сцену. В 1952 году она переезжает в Торонто и берёт уроки у Айрин Джесснер, одновременно преподавая сама. Среди её учеников этого и более позднего периода Дайна Кристи, Лорн Грин и Робер Гуле. Она возобновляет выступления в середине 50-х годов, но уже далеко не в прежнем объёме. В 1964 году она поёт в Шарлоттауне для королевы Елизаветы, а последний концерт даёт в 1967 году в Оттаве.

## Признание заслуг
Порция Мэй Уайт включена в число канадских национальных деятелей исторического значения. В её честь выпущена почтовая марка и установлен памятник в её родном городе. Именем Порции Уайт названы музыкальная стипендия и премия.